# Nodżmet
Nodżmet (także Nedżemet, egip. Słodka) – królowa egipska, żona króla-arcykapłana Herhora, który władał Górnym Egiptem pod koniec XX dynastii.
Pochodzenie Nodżmet nie jest do końca wyjaśnione. Nosiła tytuły siostry króla, matki króla i żony króla. Prawdopodobnie była siostrą Pinodżema I, a więc córką Pianchiego i Hereret, żoną arcykapłana Amona Herhora (był on uważany przez Tebańczyków za króla) oraz matką faraona Amenemnesu z XXI dynastii.
Jej mąż – Herhor – przejął władzę w Tebach i ustanowił tzw. Erę Odrodzenia, przywracając porządek w Górnym Egipcie po niepokojach wojny domowej. Nodżmet prawdopodobnie urodziła mu syna o imieniu Amenemnesu, który został królem, będąc koregentem panującego na północy Psusennesa I, jednak rządził tylko cztery lata.

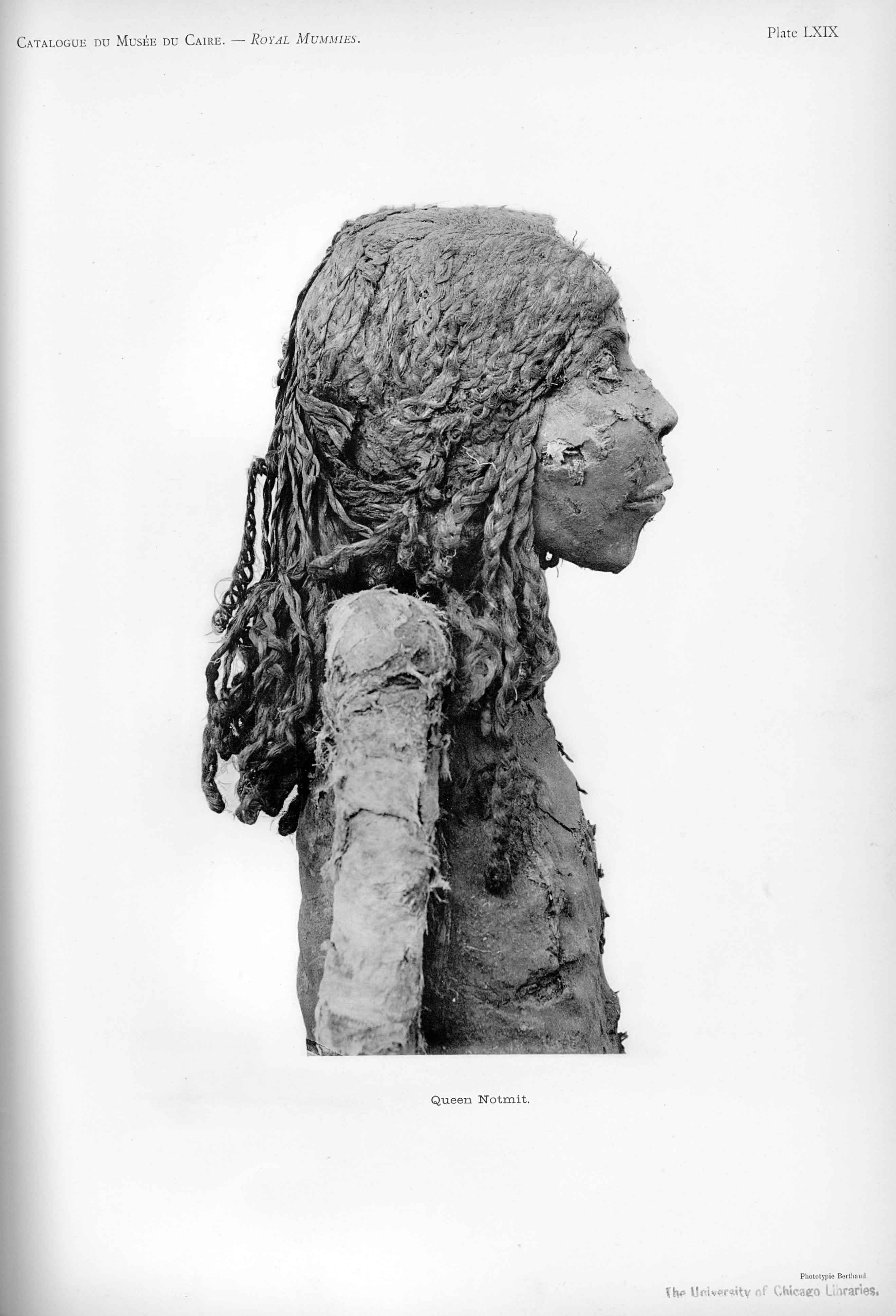
Mumia Nodżmet

Królowa zmarła w czasie pontyfikatu Pinodżema I. Jej ciało został odkryte w Skrytce Królewskiej w Deir el-Bahari. Spoczywało w dwóch trumnach, które pierwotnie wykonano dla mężczyzny. Były one oryginalnie złocone, ale rabusie skrupulatnie usunęli wszelkie złocenia. Ciało mierzyło 1,548 metra. Jako jedna z najwcześniejszych mumii z XXI dynastii, mumia Nodżmet jest przedmiotem szczególnego zainteresowania egiptologów. Prezentuje ona nowe techniki mumifikacji zainicjowane przez balsamistów Trzeciego Okresu Przejściowego. Dążono do tego, by zmarły odzyskał kształty, jakie miał za życia. Wskutek nadmiernego wypchania ciała nieodpowiednimi materiałami na twarzy mumii Nodżmet powstały pęknięcia. Wiek królowej w chwili śmierci szacuje się między 30 a 35 lat. Obok mumii znaleziono pięknie ilustrowaną wersję Księgi umarłych, gdzie ukazano ją razem z Herhorem.
W Skrytce Królewskiej nie było mumii ani jej małżonka, ani syna. Ich groby wciąż czekają na odkrycie.